# Bertell Ollman
Bertell Ollman (nascut el 30 d'abril de 1935 a Milwaukee) és professor de política a la Universitat de Nova York. Imparteix tant metodologia dialèctica com teoria socialista. És autor de diversos treballs acadèmics relacionats amb la teoria marxista.
Ollman va estudiar a la Universitat de Wisconsin, on es va llicenciar en ciències polítiques el 1956 i un màster en ciències polítiques el 1957. Va estudiar a la Universitat d'Oxford, guanyant un B.A. en Filosofia, Política i Economia el 1959, màster en teoria política el 1963, i doctorat en teoria política el 1967. Ja havia guanyat molta experiència docent abans de rebre el doctorat, i va començar a ensenyar a Nova York el 1967, immediatament després de guanyar el seu doctorat

## Trajectòria
El primer treball d'Olman, Alienation: Marx's Conception of Man in Capitalist Society, ha estat considerat el treball definitiu sobre el tema, i va ser descrit per Peter Singer com "més llegible que la majoria de les obres sobre el concepte d'alienació" i es va esmentar com un estudi brillant i original, no només del concepte d'alienació de Marx, sinó que també de l'ús del llenguatge de Marx, que, va argumentar Ollman, no es pot entendre adequadament a menys que es llegeixi de manera constantment relacional.
El 1978, després d'haver abandonat una oferta a la Universitat del Maryland College Park, Ollman va demandar els columnistes Robert Novak i Rowland Evans, al·legant que una columna seva l'havia difamat. La columna havia caracteritzat el seu estil d'ensenyament com a "adoctrinament", incloent una cita anònima d'un altre professor que deia: “Ollman no té estatus professional, però és un activista pur i dur”.
El 2001, va guanyar el primer Premi Charles McCoy Life Achievement Award de la secció New Science de la American Political Science Association.

## Obres
- Alienation: Marx's Conception of Man in Capitalist Society, Cambridge University Press, 1971; 2nd ed., 1976
- Social and Sexual Revolution: Essays on Marx and Reich, South End Press, 1978
- Class Struggle Is the Name of the Game: True Confessions of a Marxist Businessman, Wm. Morrow Pub., 1983.
- Marxism: an Uncommon Introduction, New Delhi: Stirling Pub., 1991
- Dialectical Investigations, Routledge, 1993
- How to Take an Exam...and Remake the World, Montreal: Black Rose Books, Spring 2001
- BALL BUSTER? True Confessions of a Marxist Businessman, Soft Skull Press, 2002
- Dance of the Dialectic: Steps in Marx's Method, University of Illinois Press, 2003